# Isoneuromyia timbira
Isoneuromyia timbira är en tvåvingeart som beskrevs av Lane 1956. Isoneuromyia timbira ingår i släktet Isoneuromyia och familjen platthornsmyggor. Inga underarter finns listade i Catalogue of Life.